# Tinodes reminigia
Tinodes reminigia är en nattsländeart som beskrevs av Wolfram Mey 1998. Tinodes reminigia ingår i släktet Tinodes och familjen tunnelnattsländor. Inga underarter finns listade i Catalogue of Life.